# Illa dels Portuguesos
L'illa dels Portuguesos (històricament coneguda com l'illa dels Elefants, en portuguès: Ilha dos Portugueses; ilha dos Elefantes) és una petita illa situada a uns 200 metres al nord-oest de l'illa d'Inhaca, en l'entrada de la badia de Maputo, al sud de Moçambic.
En l'actualitat, l'illa és una àrea de reserva, administrada per l'Estació de Biologia Marina d'Inhaca. A més de ser una formació molt inestable, la qual cosa l'ha canviat cada vegada que hi ha un cicló a la regió, l'illa té una petita llacuna on hi ha una formació de coral de gran bellesa i relativament protegida.
Històricament, aquesta illa era important perquè era el lloc on els comerciants europeus van intercanviar les seves mercaderies per ivori, a partir del segle xvi i fins a la construcció de molls de Lourenço Marquis, (actual Maputo) a la fi del segle xix.
No existeix cap documentació relativa al canvi de nom, però tots dos termes estan relacionats amb el seu passat "magatzem" de negocis. L'únic edifici que existeix a l'illa, és on es troben les ruïnes d'un antic hospital de leprosos.